# Četa v akci
Četa v akci (v anglickém originále Tour of Duty) je americký válečný televizní seriál z vietnamské války, natáčel se v letech 1987–1990. Má celkem 3 série a 58 epizod. 

## První řada
V první sérii jsou v týmu  na základně  Beruška seržant Zek Anderson, poručík Goldman, vojíni Percell, Ruiz, Taylor, Johnson, Baker, Horn, zdravotník Matsuda a kapitán Wallace. Uprostřed zemřou Kapitán Wallace a později zdravotník Matsuda a na konci série je Horn vážně zraněn a převezen do USA a Baker odešel studovat (Baker je pak k vidění v jedné epizodě ve třetí sérii kde dělá řidiče generálovi). Epizod je celkem 21.

### Hlavní postavy
- Terence Knox jako Clayton Ezekiel „Zeke“ Anderson
- Stephen Caffrey jako Myron Goldman
- Tony Becker jako Daniel „Danny“ Percell
- Ramón Franco jako Alberto Ruiz
- Miguel A. Núñez Jr. jako Marcus Taylor
- Stan Foster jako Marvin Johnson
- Eric Bruskotter jako Scott Baker
- Joshua D. Maurer jako Roger Horn
- Kevin Conroy jako Rusty Wallace (1-12 epizoda)
- Steve Akahoshi jako Randy „Doc“ Matsuda (1-14 epizoda)

## Druhá řada
V druhé sérii je tým na základně Tan Son Hnut. Mimo ostatních přibude pilot vrtulníku poručík McKay, reportérka Devlinová, Major Darling a Doktorka Seymoorová. Uprostřed série odchází doktorka Seymoorová do USA pracovat na psychiatrii (Seymoorová se pak objeví v jedné epizodě ve třetí sérii, když jede seržant Anderson na dovolenou). A na konci série odejde i Major Darling. Epizod je celkem 16.

### Hlavní postavy
- Terence Knox jako Clayton Ezekiel „Zeke“ Anderson
- Stephen Caffrey jako Myron Goldman
- Tony Becker jako Daniel „Danny“ Percell
- Ramón Franco jako Alberto Ruiz
- Miguel A. Núñez Jr. jako Marcus Taylor
- Stan Foster jako Marvin Johnson
- Kim Delaney jako Alex Devlin
- Richard Brestoff jako Darling
- Dan Gauthier jako John McKay
- Betsy Brantley jako Dr. Jennifer Seymour (1-9 epizoda)

## Třetí řada
Ve třetí sérii jsou převeleni na základnu Burnett ke specialání jednotce MACVSOG. Mimo ostatních přibude plukovník Brewster a nový zdravotník Hockenburry. Ve druhém díle umírá po Atentátu reportérka Devlinová, později odcházi tehdy už seržant Johnson a nakonec odchází uprostřed série plukovník Brewster, který se ještě objevil v posledních třech epizodách. Nahradil ho major Duncan. Epizod je celkem 21.

### Hlavní postavy
- Terence Knox jako Clayton Ezekiel „Zeke“ Anderson
- Stephen Caffrey jako Myron Goldman
- Tony Becker jako Daniel „Danny“ Percell
- Ramón Franco jako Alberto Ruiz
- Miguel A. Núñez Jr. jako Marcus Taylor
- Dan Gauthier jako John McKay
- John Dye jako Francis „Doc Hoc“ Hockenbury
- Kim Delaney jako Alex Devlin (1-2 epizoda)
- Carl Weathers jako Brewster (1-8, 18-21 epizoda)
- Stan Foster jako Marvin Johnson (1-11 epizoda)
- Michael B. Christy jako Duncan (5-21 epizoda)
- Kyle Chandler jako William Griner (13-21 epizoda)

## Vysílání
| Řada | Díly | Premiéra v USA | Premiéra v USA  | Premiéra v ČR | Premiéra v ČR |
| Řada | Díly | První díl      | Poslední díl    | První díl     | Poslední díl  |
| ---- | ---- | -------------- | --------------- | ------------- | ------------- |
| 1    | 21   | 24. září 1987  | 30. dubna 1988  |               |               |
| 2    | 16   | 3. ledna 1989  | 16. května 1989 |               |               |
| 3    | 21   | 23. září 1989  | 28. dubna 1990  |               |               |